# Piet Van Huele
Pierre Thomas J. Van Huele, detto Piet (Ostenda, 24 gennaio 1933 – Ostenda, 17 dicembre 2008), è stato un cestista belga.

## Carriera
Con il Belgio ha disputato i Giochi della XV Olimpiade e tre edizioni dei Campionati europei (1959, 1961, 1963).